# 大溪弯锦蛤
大溪弯锦蛤（学名：Nuculana tashiensis）是弯锦蛤目弯锦蛤科弯锦蛤属的一种。
主要分布于台湾，常栖息在浅海沙底。